# Granatspruta

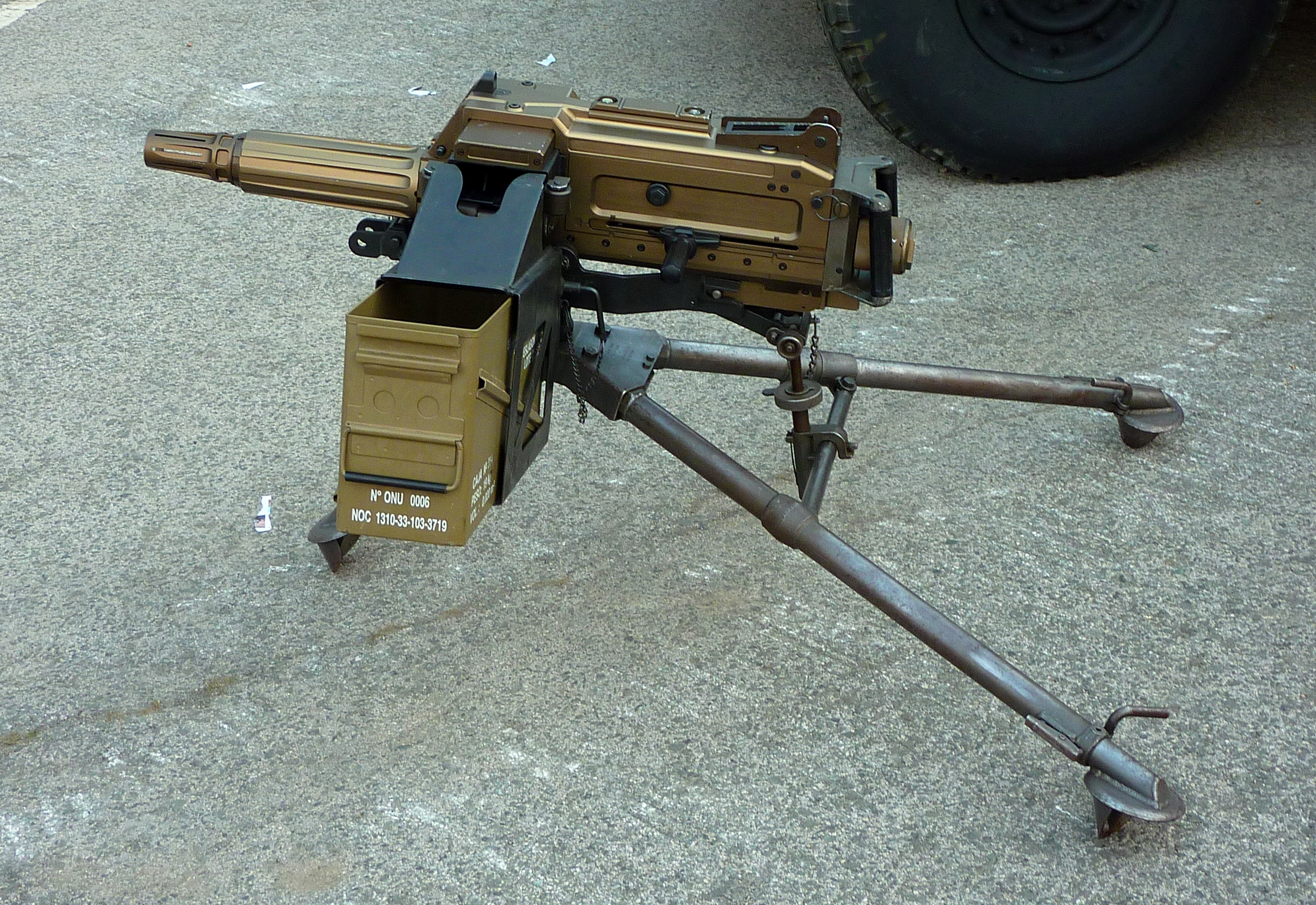
LAG 40 är ett bra exempel på en granatspruta.

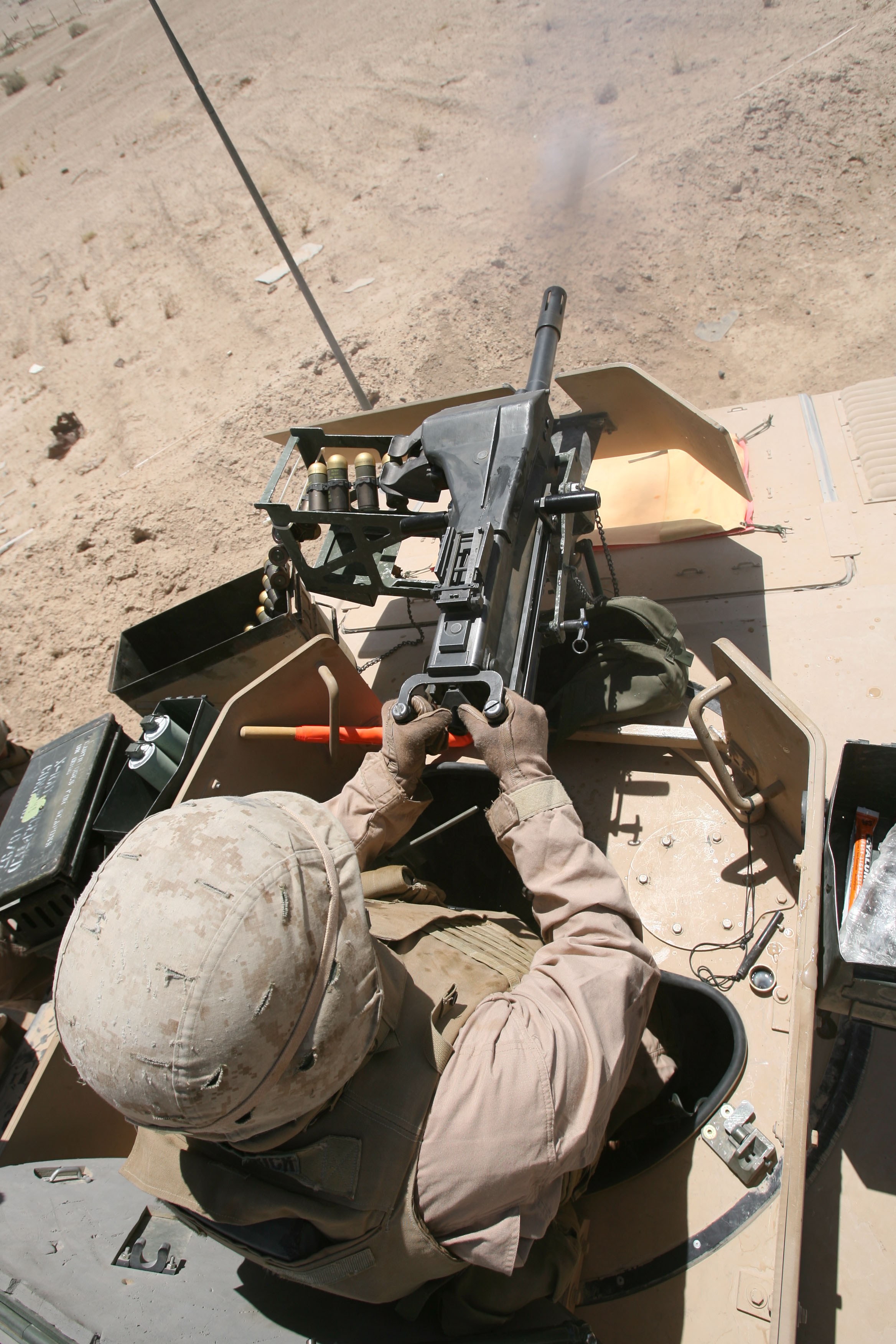
Mk 19 Granatspruta i öppen lavett på fordon.

Granatspruta, kort grsp, är ett mellankalibrigt (20 – 60 mm) automatvapen vars projektiler huvudsakligen flyger långsammare än ljudets hastighet (cirka 330 m/s). Om projektilerna flyger snabbare än ljudets hastighet bör vapnet klassas som automatkanon.
De är monterade på lavett på grund av sin storlek och vikt och har flera användningsområden inom modern krigföring, primärt som understödsvapen. De siktas normalt direkt av infanteri med handtag på en svivel likt en medeltung eller tung kulspruta. De är ofta monterade på fordon i öppen lavett men finns även med trepunkspavett för förflyttning av infanteri i strid likt en medeltung kulspruta. I denna konfiguration kräver den likt en medeltung kulspruta en grupp av 2 till 3 soldater (alternativt fler) för förflyttning av vapnet och bärandet av ammunition.
De har ofta en eldhastighet runt 200-300 skott per minut och använder primärt bältmatning eller högkapacitetsmagasin.

## Historia
Den första modellen, som är i användning än idag (2019), är Mark 19 Automatic Grenade Launcher, och togs i användning av USA 1966. Den väger 62,5 kg när den är utrustad med fullt magasin och lavett. Den har en räckvidd på cirka 2 200 meter, en kapacitet som traditionellt är förknippad med granatkastare.
Sovjetunionen följde snabbt i USA:s spår och konstruerade sin egen granatspruta som fick namnet AGS-17 och kom i bruk 1970. AGS-17 var ganska annorlunda från den amerikanska Mark 19 då den vägde mindre än hälften så mycket som Mark 19 på 31 kg men hade en kaliber på endast 30 mm samt något lägre räckvidd. Sovjetunionen använde framgångsrikt AGS-17 under afghansk-sovjetiska kriget och år 2002 införde Ryssland dess efterföljare, AGS-30.

## Ammunition
Den vanligaste kalibern för granatspruta i västvärlden har varit 40 mm efter USA:s Mk 19 Granatspruta medan östblocket har använt 30 mm efter Sovjetunionens AGS-17. 
Traditionell ammunition för granatspruta är spränggranater men det finns en mängd av olika andra projektiltyper som till exempel hagel, flechette, rök-, tårgas-, pansarspräng- och lysgranater. I princip alla typer av projektiler man kan tänka sig skulle vara användbara till en granatspruta finns. I modern tid har även programmerbar ammunition införts som med speciella riktmedel kan få en koncentrerad salva att få luftbrisad under sin projektilbana, som till exempel exakt på, ovanför eller bakom ett utsett mål.

## Funktion
Olika vapen använder olika metoder för utnyttja rekylen vid avfyrning, med "blowback" (intern dämpning) och ”lång rekyl" som de vanligaste valen. I alla dessa vapen används den energi som frigörs vid avfyrningen av en projektil till att ladda nästa omgång i vapnets patronläge. Den populära Mark 19 laddas automatiskt genom blowback-metoden, där de expanderande gaserna trycker tillbaka slutstycket.
I långa rekyl-metoden är slutstycket fixerat till avfyrningskammaren, och hela avfyrningskammaren trycks tillbaka. Dessa vapen är något mindre exakta, men väger mindre än ett blowbackvapen. General Dynamics tillverkar ett långrekyl-vapen, Mark 47 Automatic Grenade Launcher, liksom det spanska företaget Santa Bárbara. LAG-40 som också tillverkas av Santa Barbara har en relativt låg eldhastighet - 215 skott per minut.